# Bahnstrecke Limburg–Altenkirchen
| |                                                                                 |                                                     |                                                     |
| Streckennummer: | 3730                                                                            |                                                     |                                                     |
| Kursbuchstrecke (DB): | 461                                                                             |                                                     |                                                     |
| Kursbuchstrecke: | 166f (1934) 166p (Limburg–Staffel 1934) 194e (1946) 194p (Limburg–Staffel 1946) |                                                     |                                                     |
| Streckenlänge: | 65,1 km                                                                         |                                                     |                                                     |
| Spurweite: | 1435 mm (Normalspur)                                                            |                                                     |                                                     |
| Streckenklasse: | D4                                                                              |                                                     |                                                     |
| Maximale Neigung: | 19 ‰                                                                            |                                                     |                                                     |
| Streckengeschwindigkeit: | 60 km/h                                                                         |                                                     |                                                     |
| Zweigleisigkeit: | Limburg (Lahn)–Staffel                                                          |                                                     |                                                     |
| |                                                                                 |                                                     |                                                     |
| \| \| \| von Wetzlar \| \| \| \| 0,0 \| Limburg (Lahn) \| Limburg (Lahn) \| \| \| \| alte Trassierung bis 1888 \| \| \| \| \| Landesgrenze Hessen/Rheinland-Pfalz \| \| \| \| \| Landesgrenze Rheinland-Pfalz/Hessen \| \| \| \| \| nach Koblenz Hbf \| \| \| \| \| Landesgrenze Hessen/Rheinland-Pfalz \| \| \| \| 2,1 \| Diez Ost (früher: Freiendiez) \| Diez Ost (früher: Freiendiez) \| \| \| \| Landesgrenze Rheinland-Pfalz/Hessen \| \| \| \| \| \| \| \| \| \| Lahn \| \| \| \| 5,3 \| Staffel \| Staffel \| \| \| \| Schnellfahrstrecke Köln–Rhein/Main \| \| \| \| \| nach Siershahn \| \| \| \| 7,1 \| Elz \| Elz \| \| \| 9,2 \| Niederhadamar \| Niederhadamar \| \| \| 10,9 \| Hadamar \| Hadamar \| \| \| 13,4 \| Niederzeuzheim \| Niederzeuzheim \| \| \| 18,3 \| Frickhofen \| Frickhofen \| \| \| 21,6 \| Wilsenroth \| Wilsenroth \| \| \| \| Landesgrenze Hessen/Rheinland-Pfalz \| \| \| \| 23,9 \| Berzhahn \| Berzhahn \| \| \| 25,3 \| Willmenrod \| Willmenrod \| \| \| \| von Montabaur \| \| \| \| 28,6 \| Westerburg früher Inselbahnhof \| 370 m \| \| \| \| nach Herborn \| \| \| \| 34,3 \| Langenhahn Scheitelbahnhof \| 460 m \| \| \| 37,2 \| Rotenhain (früher: Rotzenhahn) \| 410 m \| \| \| 38,5 \| Enspel Uhrmacher (Anst) \| Enspel Uhrmacher (Anst) \| \| \| 39,0 \| Enspel \| 380 m \| \| \| 39,6 \| Enspel Adrian (Anst) \| Enspel Adrian (Anst) \| \| \| 40,7 \| Büdingen (Westerw) \| 350 m \| \| \| \| Erbach-Fehl-Ritzhausen \| \| \| \| \| Nister \| \| \| \| \| von Fehl-Ritzhausen \| \| \| \| \| \| \| \| \| 42,4 \| Nistertal-Bad Marienberg (früher: Erbach (Westerw)) \| Nistertal-Bad Marienberg (früher: Erbach (Westerw)) \| \| \| \| \| \| \| \| 45,0 \| Unnau-Korb \| Unnau-Korb \| \| \| \| Nister \| \| \| \| 50,6 \| Hachenburg \| Hachenburg \| \| \| \| nach Selters (1901–1950; Meterspur) \| \| \| \| 52,6 \| Marienstatt \| Marienstatt \| \| \| 54,4 \| Hattert \| Hattert \| \| \| 55,9 \| Marzhausen \| Marzhausen \| \| \| 58,3 \| Ingelbach \| Ingelbach \| \| \| 61,4 \| Nieder Ingelbach [Anm. 1] \| Nieder Ingelbach [Anm. 1] \| \| \| \| von Au (Sieg) \| \| \| \| 65,1 \| Altenkirchen (Westerw) \| 215 m \| \| \| \| nach Engers \| \| |                                                                                 |                                                     |                                                     |
| |                                                                                 | von Wetzlar                                         |                                                     |
| Bahnhof | 0,0                                                                             | Limburg (Lahn)                                      | Limburg (Lahn)                                      |
| Verschwenkung von links (Strecke außer Betrieb) · Verschwenkung von rechts |                                                                                 | alte Trassierung bis 1888                           | alte Trassierung bis 1888                           |
| Strecke (außer Betrieb) · Grenze |                                                                                 | Landesgrenze Hessen/Rheinland-Pfalz                 | Landesgrenze Hessen/Rheinland-Pfalz                 |
| Strecke (außer Betrieb) · Grenze |                                                                                 | Landesgrenze Rheinland-Pfalz/Hessen                 | Landesgrenze Rheinland-Pfalz/Hessen                 |
| Strecke (außer Betrieb) · Abzweig geradeaus und nach links |                                                                                 | nach Koblenz Hbf                                    | nach Koblenz Hbf                                    |
| Strecke (außer Betrieb) · Grenze |                                                                                 | Landesgrenze Hessen/Rheinland-Pfalz                 | Landesgrenze Hessen/Rheinland-Pfalz                 |
| Strecke (außer Betrieb) · Haltepunkt / Haltestelle | 2,1                                                                             | Diez Ost (früher: Freiendiez)                       | Diez Ost (früher: Freiendiez)                       |
| Strecke (außer Betrieb) · Grenze |                                                                                 | Landesgrenze Rheinland-Pfalz/Hessen                 | Landesgrenze Rheinland-Pfalz/Hessen                 |
| Verschwenkung nach links (Strecke außer Betrieb) · Verschwenkung nach rechts |                                                                                 |                                                     |                                                     |
| Brücke über Wasserlauf |                                                                                 | Lahn                                                | Lahn                                                |
| Bahnhof | 5,3                                                                             | Staffel                                             | Staffel                                             |
| Kreuzung geradeaus unten |                                                                                 | Schnellfahrstrecke Köln–Rhein/Main                  | Schnellfahrstrecke Köln–Rhein/Main                  |
| Abzweig geradeaus und nach links |                                                                                 | nach Siershahn                                      | nach Siershahn                                      |
| Haltepunkt / Haltestelle | 7,1                                                                             | Elz                                                 | Elz                                                 |
| Haltepunkt / Haltestelle | 9,2                                                                             | Niederhadamar                                       | Niederhadamar                                       |
| Bahnhof | 10,9                                                                            | Hadamar                                             | Hadamar                                             |
| Bahnhof | 13,4                                                                            | Niederzeuzheim                                      | Niederzeuzheim                                      |
| Haltepunkt / Haltestelle, ehemals Bahnhof | 18,3                                                                            | Frickhofen                                          | Frickhofen                                          |
| Bahnhof | 21,6                                                                            | Wilsenroth                                          | Wilsenroth                                          |
| Grenze |                                                                                 | Landesgrenze Hessen/Rheinland-Pfalz                 | Landesgrenze Hessen/Rheinland-Pfalz                 |
| Haltepunkt / Haltestelle | 23,9                                                                            | Berzhahn                                            | Berzhahn                                            |
| Haltepunkt / Haltestelle, ehemals Bahnhof | 25,3                                                                            | Willmenrod                                          | Willmenrod                                          |
| Strecke von links und von halblinks |                                                                                 | von Montabaur                                       | von Montabaur                                       |
| Bahnhof | 28,6                                                                            | Westerburg früher Inselbahnhof                      | 370 m                                               |
| Strecke quer |                                                                                 | nach Herborn                                        | nach Herborn                                        |
| Bahnhof | 34,3                                                                            | Langenhahn Scheitelbahnhof                          | 460 m                                               |
| Bahnhof | 37,2                                                                            | Rotenhain (früher: Rotzenhahn)                      | 410 m                                               |
| ehemalige Blockstelle | 38,5                                                                            | Enspel Uhrmacher (Anst)                             | Enspel Uhrmacher (Anst)                             |
| Haltepunkt / Haltestelle | 39,0                                                                            | Enspel                                              | 380 m                                               |
| ehemalige Blockstelle | 39,6                                                                            | Enspel Adrian (Anst)                                | Enspel Adrian (Anst)                                |
| Haltepunkt / Haltestelle | 40,7                                                                            | Büdingen (Westerw)                                  | 350 m                                               |
| Kreuzung geradeaus oben (Querstrecke außer Betrieb) |                                                                                 | Erbach-Fehl-Ritzhausen                              | Erbach-Fehl-Ritzhausen                              |
| Brücke über Wasserlauf |                                                                                 | Nister                                              | Nister                                              |
| Abzweig geradeaus und ehemals von links |                                                                                 | von Fehl-Ritzhausen                                 | von Fehl-Ritzhausen                                 |
| |                                                                                 |                                                     |                                                     |
| Bahnhof | 42,4                                                                            | Nistertal-Bad Marienberg (früher: Erbach (Westerw)) | Nistertal-Bad Marienberg (früher: Erbach (Westerw)) |
| |                                                                                 |                                                     |                                                     |
| Haltepunkt / Haltestelle, ehemals Bahnhof | 45,0                                                                            | Unnau-Korb                                          | Unnau-Korb                                          |
| Brücke über Wasserlauf |                                                                                 | Nister                                              | Nister                                              |
| Bahnhof · Kopfbahnhof Streckenanfang | 50,6                                                                            | Hachenburg                                          | Hachenburg                                          |
| Strecke · Strecke nach links (außer Betrieb) |                                                                                 | nach Selters (1901–1950; Meterspur)                 | nach Selters (1901–1950; Meterspur)                 |
| ehemaliger Haltepunkt / Haltestelle | 52,6                                                                            | Marienstatt                                         | Marienstatt                                         |
| Haltepunkt / Haltestelle, ehemals Bahnhof | 54,4                                                                            | Hattert                                             | Hattert                                             |
| ehemaliger Haltepunkt / Haltestelle | 55,9                                                                            | Marzhausen                                          | Marzhausen                                          |
| Bahnhof | 58,3                                                                            | Ingelbach                                           | Ingelbach                                           |
| ehemaliger Haltepunkt / Haltestelle | 61,4                                                                            | Nieder Ingelbach                                    | Nieder Ingelbach                                    |
| Abzweig geradeaus und von rechts |                                                                                 | von Au (Sieg)                                       | von Au (Sieg)                                       |
| Bahnhof | 65,1                                                                            | Altenkirchen (Westerw)                              | 215 m                                               |
| |                                                                                 | nach Engers                                         |                                                     |

Die Bahnstrecke Limburg–Altenkirchen, auch Oberwesterwaldbahn, ist eine Nebenbahn in Hessen und Rheinland-Pfalz. Sie zweigt in Limburg an der Lahn von der Bahnstrecke Wetzlar–Koblenz ab und führt durch den Westerwald über Westerburg nach Altenkirchen, wo sie in die Bahnstrecke Engers–Au einmündet.

## Geschichte

### Vorgeschichte
Bereits im Jahr 1845 gab es erste Pläne zum Bau einer Eisenbahnverbindung zwischen Frankfurt am Main bzw. Wiesbaden und Köln. In den Jahren 1848/1849 formierte sich eine Gruppe, die sich für den Bau dieser Bahnstrecke durch den Westerwald einsetzte. Diese Pläne fanden zunächst auch Zustimmung bei den Entscheidungsträgern Preußens und des Herzogtums Nassau, wurden dann aber im Jahre 1853 zunächst verworfen und der Auftrag zum Bau einer rechtsrheinischen Eisenbahnlinie erteilt.
Im Jahr 1861 veröffentlichten mehrere Lokalkomitees in Preußen und Nassau eine Schrift zum Bau einer „Main-Lahn-Sieg-Eisenbahn“, die Frankfurt und Köln auf kürzestem Weg verbinden und dabei auch zur Erschließung der Rohstoffvorkommen (Basalt, Ton u. a.) in diesem Gebiet beitragen sollte. Im Jahr 1866 wurde das Herzogtum Nassau durch Preußen annektiert, so dass das Projekt zu einem rein innenpolitischen Thema Preußens wurde.
Am 17. Februar 1868 verabschiedete der Preußische Landtag ein Gesetz, das unter anderem den Bau einer Strecke von Limburg (Lahn) nach Hadamar vorsah. Sie wurde von Moritz Hilf geplant und am 1. Januar 1870 eröffnet.
Am 4. Dezember 1873 erhielt die Hessische Ludwigsbahn (HLB) die Konzession zur Weiterführung der Strecke in Richtung Troisdorf an der Sieg über Hachenburg, wo ein Abzweig nach Wissen (Sieg) vorgesehen war, nachdem 1872 der Bau der Main-Lahn-Bahn von Frankfurt nach Limburg über Idstein, Camberg und Eschhofen beschlossen worden war. Darauf unternahm die HLB erste Vermessungs- und Vorbereitungsarbeiten, die jedoch aufgrund finanzieller Probleme beendet wurden. Im Mai 1879 erhielt die Königliche Eisenbahndirektion Wiesbaden den Auftrag, das Projekt weiter zu betreiben.

### Bau
Ende 1882 wurden die Bauarbeiten an der Strecke bis Altenkirchen begonnen und am 1. April 1885 das Teilstück zwischen Altenkirchen und Hachenburg und am 1. Oktober 1886 die Strecke zwischen Hachenburg und Hadamar eröffnet.
Die Anbindung von Altenkirchen an die Deutz-Gießener Bahn Richtung Köln wurde allerdings im Rahmen der Strecke von Engers nach Au (Sieg) umgesetzt, nämlich am 21. Mai 1883 beschlossen und am 1. Februar 1887 eröffnet.
| Streckenabschnitt       | Eröffnung       |
| ----------------------- | --------------- |
| Hadamar–Limburg         | 1. Januar 1870  |
| Altenkirchen–Hachenburg | 1. April 1885   |
| Hachenburg–Hadamar      | 1. Oktober 1886 |
| Au (Sieg)–Altenkirchen  | 1. Februar 1887 |

Das erste Teilstück zwischen dem Bahnhof Limburg (Lahn) und der Brücke über die Lahn wurde am 10. Dezember 1888 auf eine neue, stadtfernere und längere, Trasse verlegt.

### Betrieb
Am 17. November 1917 ereignete sich bei Willmenrod ein schwerer Eisenbahnunfall: Mit einem schriftlichen Fahrbefehl war die Kreuzung zweier Personenzüge außerplanmäßig von Wilsenroth nach Willmenrod verlegt worden. Einer der Lokomotivführer fuhr jedoch gewohnheitsmäßig nach Plan und beachtete die Anweisung nicht, wodurch es zu einem Frontalzusammenstoß kam. Sieben Menschen starben, 18 wurden darüber hinaus verletzt.

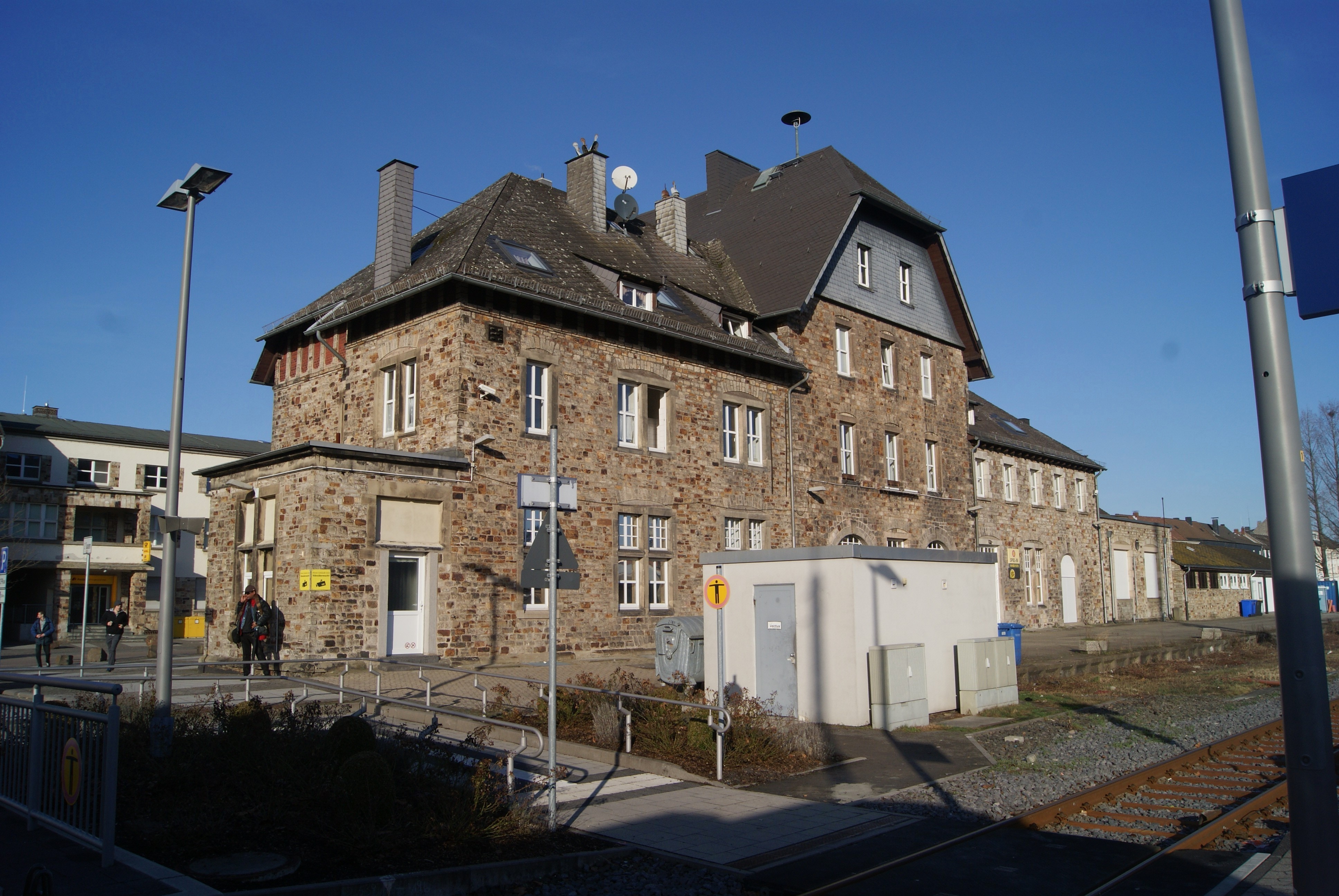
Empfangsgebäude des Bahnhofs Altenkirchen

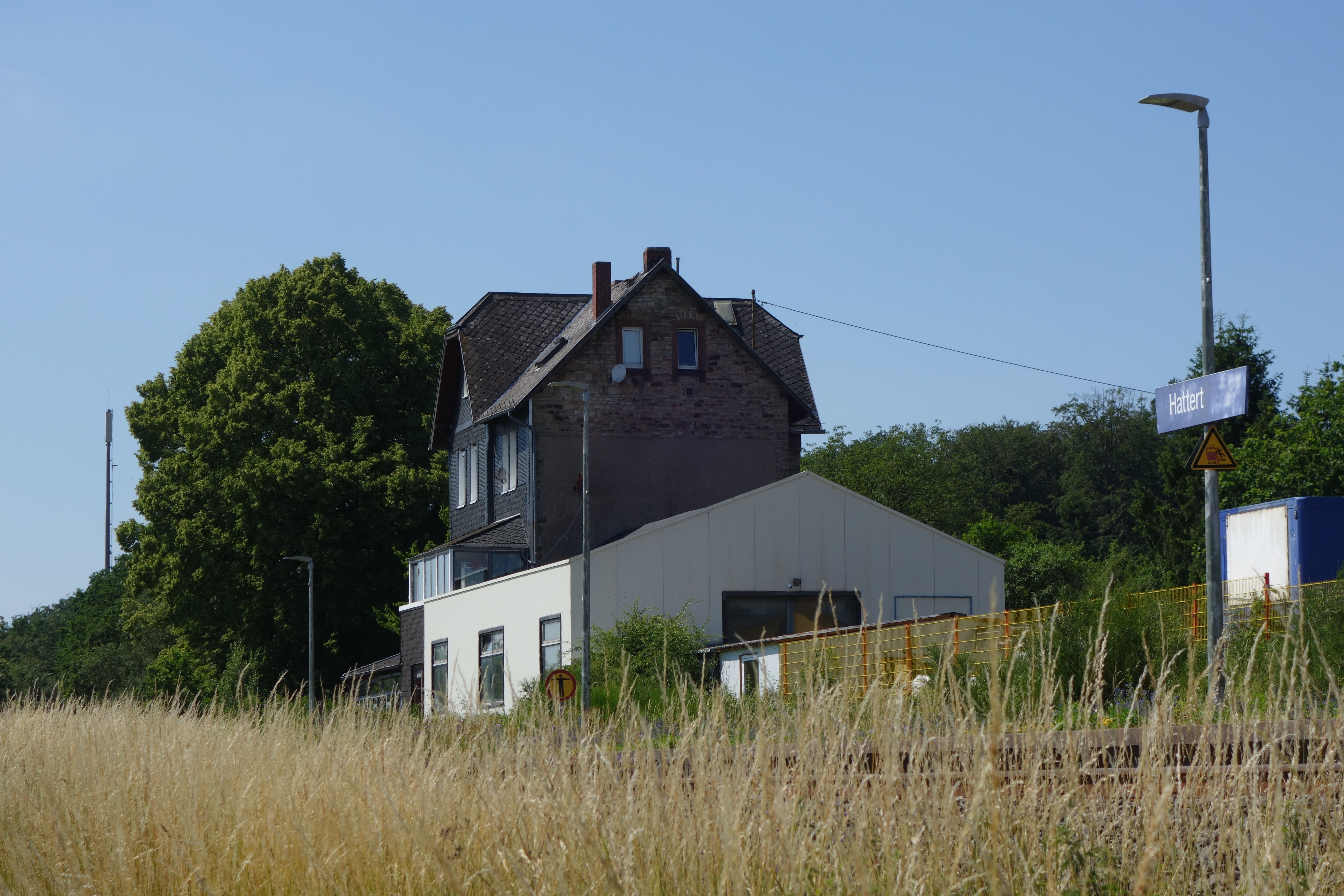
Ehemaliges Bahnhofsgebäude von Hattert, heute nur noch ein Bedarfshalt

Nach dem Zweiten Weltkrieg ordnete die Französische Besatzungsmacht alle Bahnstrecken im nördlichen Teil ihrer Besatzungszone der Eisenbahndirektion Mainz zu. Dazu gehörte auch der Abschnitt zwischen Altenkirchen und Berzhahn der Bahnstrecke Limburg–Altenkirchen.

### Deutsche Bundesbahn
Zum 14. Mai 1950 wurde der Haltepunkt Enspel eingerichtet.
Zum 20. Oktober 1952 wurden – ursprünglich als Bedarfshalte – die Haltepunkte Büdingen/Ww, Marienstatt und Marzhausen in Betrieb genommen.
Ab Sommer 1953 wurden, neben den bestehenden Personenzügen, die sogenannten Heckeneilzüge eingeführt. Dabei handelte es sich um zwei Eilzug-Paare von Frankfurt nach Köln. Sie stellten die herausragendsten Reisezugleistungen im Westerwald dar. Diese Leistung wurde mit dem Sommerfahrplan 1989 gestrichen. Diese Züge wurden zunächst aus Triebzügen der Baureihe VT 25.5 gebildet, später dann aus Reisezugwagen und Diesellokomotiven der Baureihen V 80, V 100 und 216. Daneben existierte zwischen Sommer 1977 und Winter 1991 ein weiteres Eilzugpaar von Altenkirchen nach Mainz bzw. Wiesbaden.
Mit der schrittweisen Auflösung der Bundesbahndirektion Mainz in den Jahren 1971/72 fiel die Zuständigkeit für den Abschnitt bis hinter Hachenburg zum 1. Januar 1971 an die Bundesbahndirektion Frankfurt/M.
Am 31. Dezember 1971 kam es zwischen Hachenburg und Unnau-Korb zu einem Frontalzusammenstoß zweier Züge. Bei dem Eisenbahnunfall starben acht Menschen und 32 wurden verletzt. Der Unfall war auf menschliches Versagen zurückzuführen.

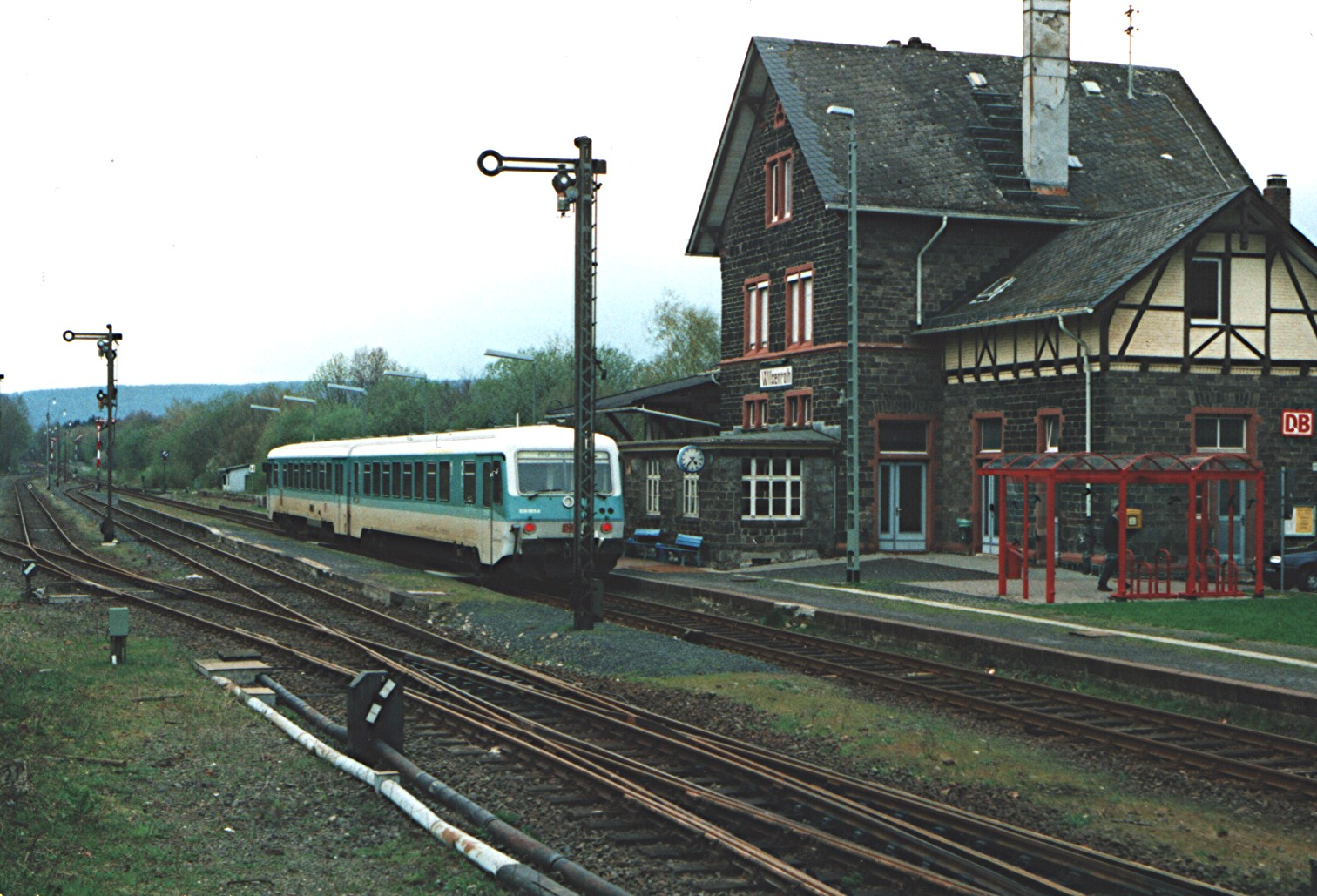
BR 628 als RB Richtung Au (Sieg) im Bahnhof Wilsenroth

1986 wurde eine Rahmenvereinbarung zwischen der Deutschen Bundesbahn und dem Land Rheinland-Pfalz abgeschlossen, die vorsah, dass beide Partner Planungen zur Verbesserung des Verkehrsangebotes durchführen und eine zehnjährige Bestandsgarantie besteht. Daraufhin wurde im Jahr 1988 das Zugangebot zwischen Au und Limburg erweitert. So wurde der Betrieb weitgehend auf neue Triebwagen umgestellt. Die Fahrzeiten wurden durch die Einrichtung von Bedarfshalten gekürzt und die Zugfrequenz erhöht. Letztere Maßnahme betraf hauptsächlich den Abschnitt Au–Altenkirchen. Der Verzicht auf einen Sonntagsbetrieb zwischen Erbach und Limburg blieb bestehen, genauso die geringe Frequentierung an Sonntagen zwischen Erbach und Altenkirchen. Trotz dieser Vereinbarung sank das Fahrgastaufkommen weiter. Nutzten 1988 noch 607 Reisende die Züge zwischen Hachenburg und Erbach, sank das Aufkommen bis 1992 auf lediglich 276 im Jahr 1992. Daraufhin wurde das Angebot zum Fahrplanwechsel im Jahr 1993 stärker vertaktet und der Verkehr in Schwachlastzeiten ausgeweitet.
Im Jahr 1987 wurde zur Versorgung der Wäller-Kaserne in Westerburg eine Anschlussbahn vom  Bahnhof Langenhahn gebaut. Bis zur Schließung des Standorts im Jahre 2007 diente sie unter anderem dazu, Militärfahrzeuge zur und von der Kaserne zu transportieren.
Nach Auflassung des Bahnhofs Bad Marienberg wurde der Bahnhof Erbach in Nistertal-Bad Marienberg umbenannt.

### Deutsche Bahn

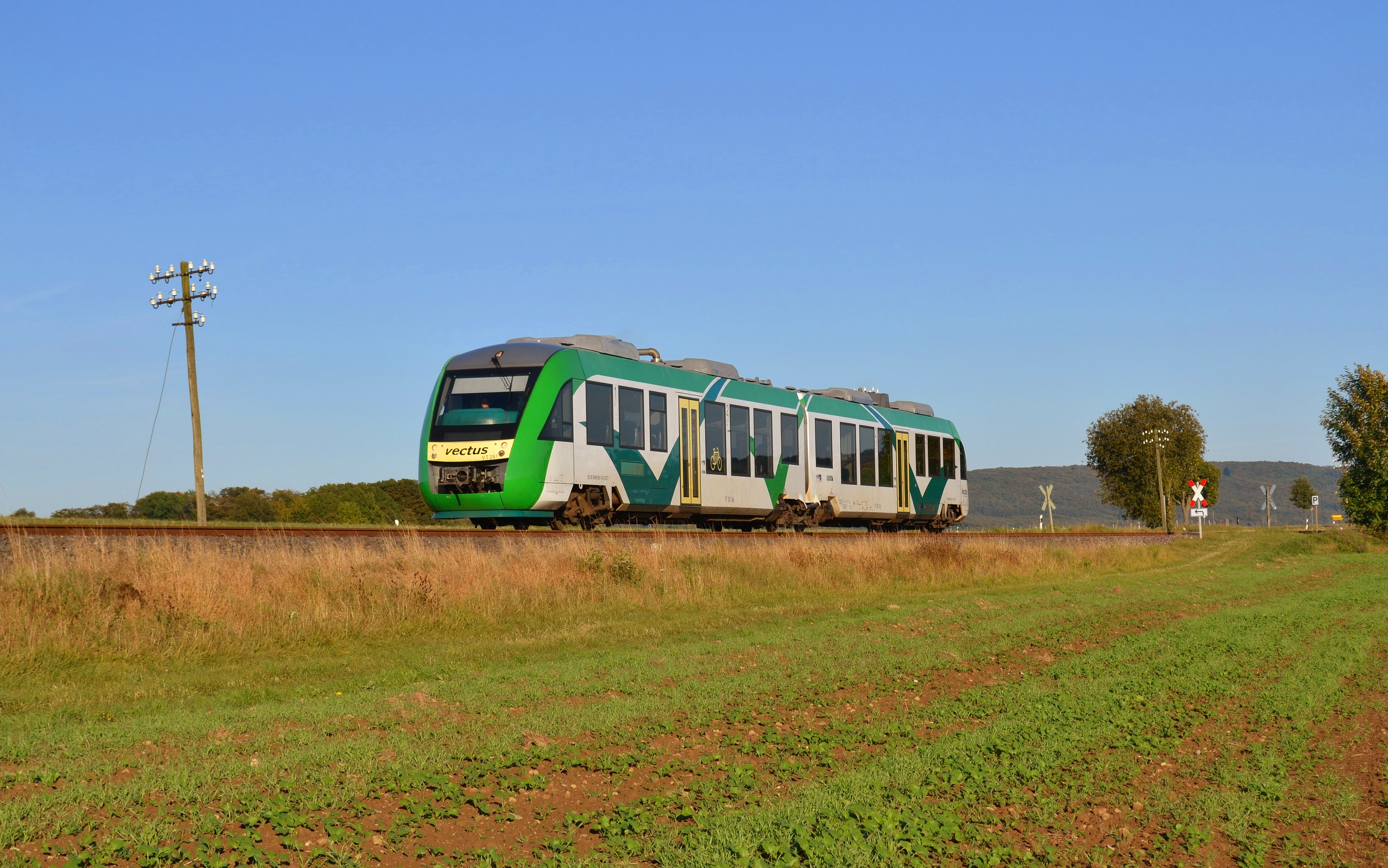
vectus-Triebwagen der Baureihe 648 (LINT) bei Hachenburg

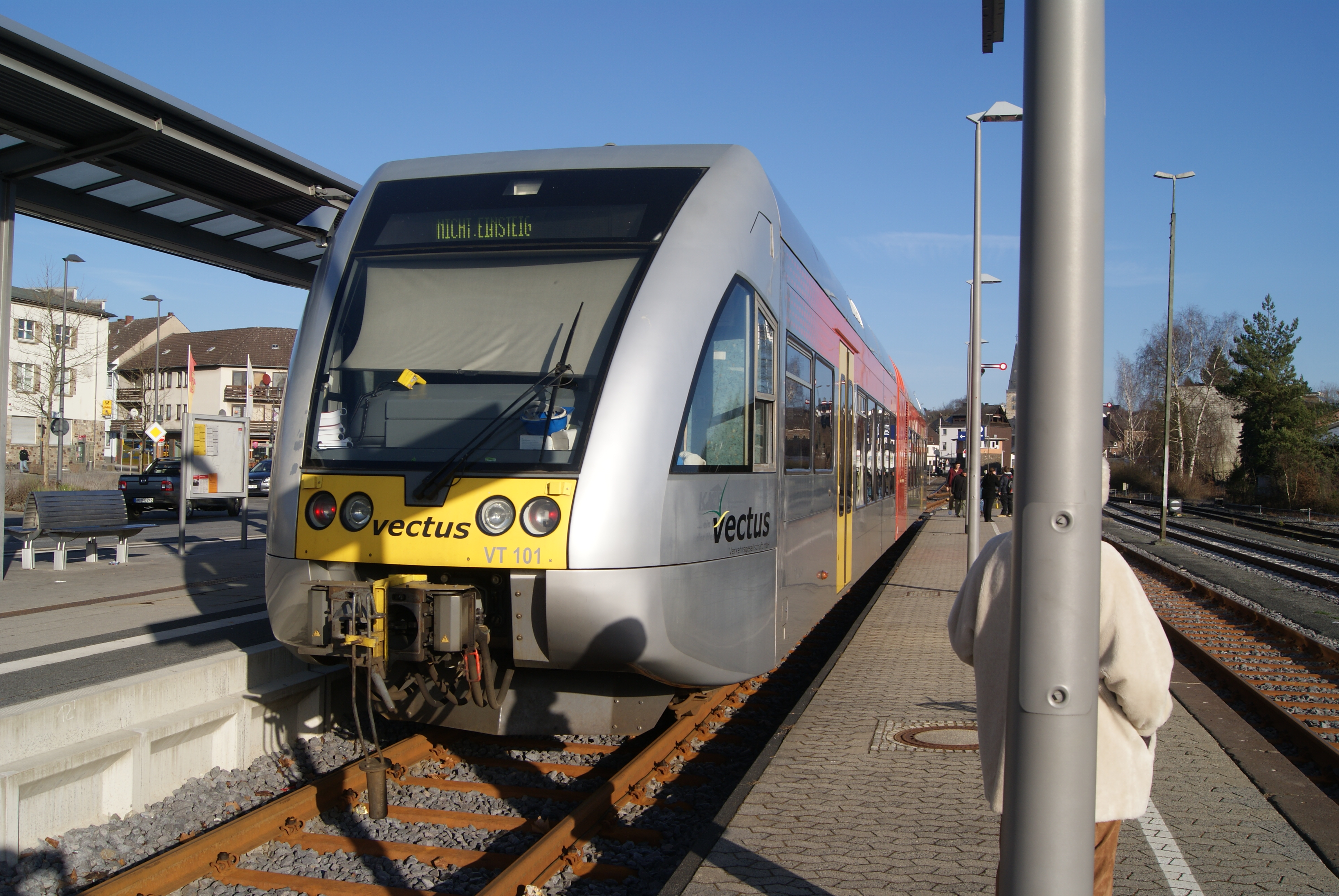
Ein GTW 2/6 zur Zeit von vectus am südlichen Endpunkt seiner Zulassung im Bahnhof Altenkirchen (Westerwald)

Nach der Privatisierung der Deutschen Bundesbahn zum 1. Januar 1994 betrieb die DB Regio AG die Strecke zwischen Limburg und Au. Nach einer europaweiten Ausschreibung wurde am 10. Januar 2003 ein neuer Verkehrsvertrag zwischen dem Zweckverband Schienenpersonennahverkehr Rheinland-Pfalz Nord (SPNV Nord), dem Rhein-Main-Verkehrsverbund (RMV) und der vectus Verkehrsgesellschaft mbH geschlossen. Das Unternehmen mit Sitz in Limburg übernahm am 12. Dezember 2004 den Betrieb des Nahverkehrs auf der Strecke Limburg–Au.
Die Züge verkehren von Limburg nach Altenkirchen und von dort aus weiter nach Au. Als betriebliche Besonderheit müssen alle Züge im Bahnhof Altenkirchen die Fahrtrichtung wechseln.
Alle zwei Stunden, von vereinzelten Verdichtungen abgesehen, verkehrte ein Regionalzug der Relation Limburg–Altenkirchen–Au auf der Strecke. Sie wies eine erheblich abweichende Symmetriezeit auf, die zwischen Au und Nistertal-Bad Marienberg bei Minute 15 liegt, auf der restlichen Strecke bis Limburg bei Minute 12. Hierdurch waren die Umsteigezeiten in Limburg in der einen Richtung etwa 25 Minuten länger als in der Gegenrichtung, was dem Grundgedanken des integralen Taktfahrplans widerspricht und einer Steigerung der Fahrgastzahlen nicht zuträglich war. Im Abschnitt Altenkirchen–Au wurde der Verkehr teilweise zum Halbstundentakt verdichtet, wodurch diese Folgen hier abgemildert werden.
Im September 2011 startete der SPNV Nord eine erneute Ausschreibung der Verkehrsleistungen im Dieselnetz Eifel-Westerwald-Sieg. Mit dem neuen Verkehrsvertrag soll eine Streckenbeschleunigung seitens des Infrastrukturbetreibers DB Netz umgesetzt werden, die das Land Rheinland-Pfalz mit 18,5 Millionen Euro fördert. Die Maßnahmen umfassen die technische Sicherung von Bahnübergängen und den Bau zusätzlicher Kreuzungsbahnhöfe. Die Streckenhöchstgeschwindigkeit soll erhöht werden. Hierdurch kann ein attraktiveres Fahrplankonzept eingeführt werden, das stündliche Direktverbindungen zwischen Siegen und Limburg ermöglicht und Anschlüsse an Knotenbahnhöfen verbessert. Die Reisezeiten sollen sich insgesamt verkürzen.

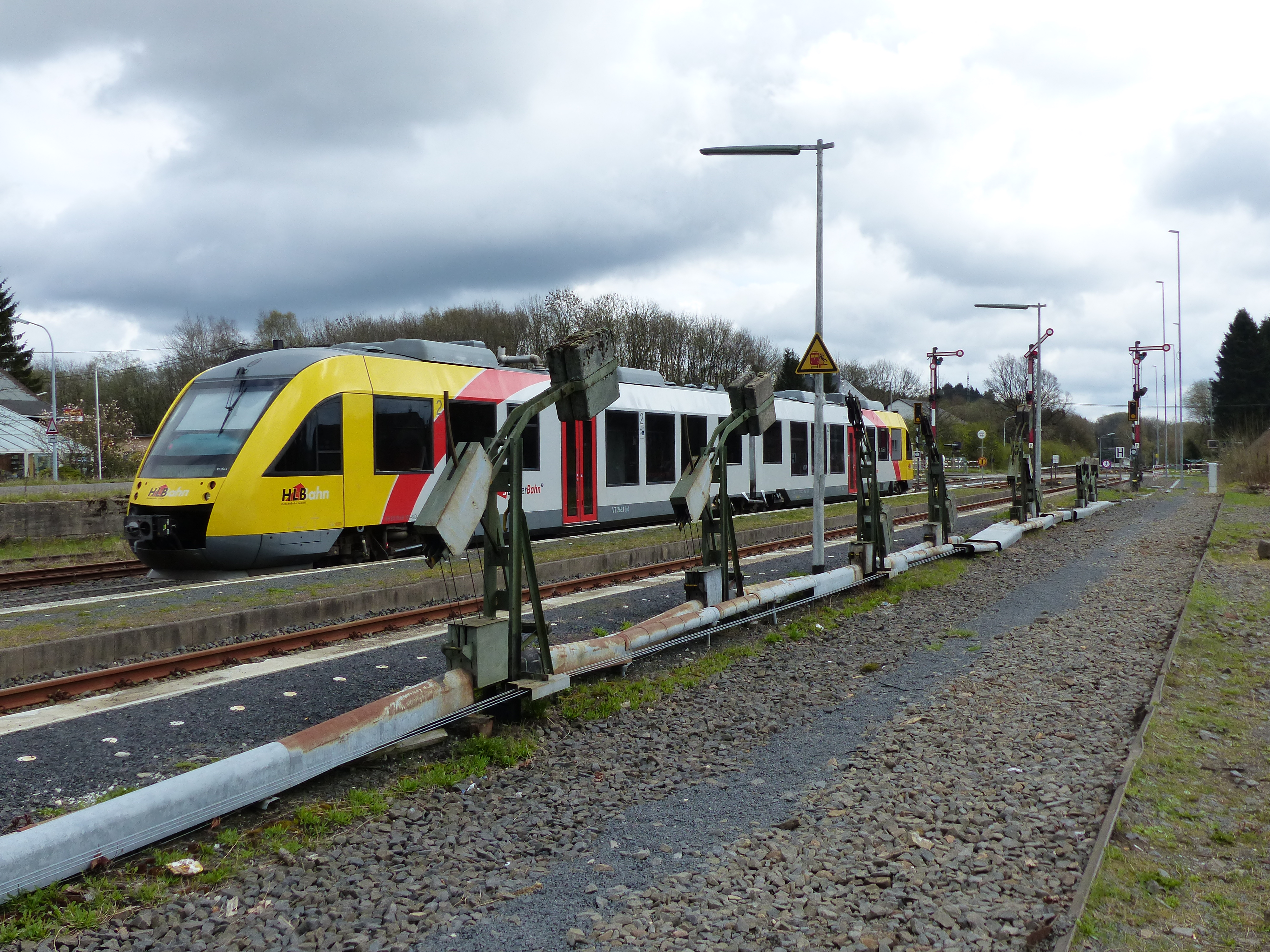
Von Langenhahn gen Westerburg ausfahrender LINT nach dem Redesign auf HLB

Am 31. Oktober 2012 wurde das Ergebnis der Ausschreibung bekanntgegeben. Die Hessische Landesbahn erhielt den Zuschlag zum Betrieb des Netzes, das auch die Linie RB 90 (Westerwald-Sieg-Bahn) umfasst, von August 2015 bis Dezember 2030. Da die Verkehrsverträge mit den Altbetreibern schon im Dezember 2014 endeten, wurde mit der HLB eine vorgezogene Betriebsaufnahme vereinbart. Zum Fahrplanwechsel am 14. Dezember 2014 übernahm die Hessische Landesbahn nicht nur den Betrieb der Dreiländerbahn von der DB Regio NRW, sondern auch den Betrieb auf den bisher von der vectus Verkehrsgesellschaft betriebenen Linien RB 28 und RB 29. Der Fahrplan blieb dabei auf altem Niveau bestehen.
Aufgrund von Verzögerungen in der Planfeststellung wurden die Infrastrukturmaßnahmen nicht fristgerecht zum Fahrplanwechsel im Dezember 2015 fertiggestellt. Daher wurde ein Übergangsfahrplan umgesetzt, der eine Linienbrechung der meisten Züge in Westerburg vorsieht. Im nördlichen Teil, im Verantwortungsgebiet von SPNV Nord und NWL, fuhren die Züge dabei schon im Stundentakt durchgehend bis Siegen, wie es das neue Fahrplankonzept vorsieht. Im südlichen Teil, der überwiegend im Verantwortungsgebiet des RMV liegt, hatte weiterhin der alte Fahrplan Bestand, der nur einen zweistündlichen Grundtakt vorsieht mit unregelmäßigen Zwischenfahrten. Durch die Brechung entstanden in Westerburg vielfach Wartezeiten auf den jeweils anderen Zug zwischen 24 und 39 Minuten, sowie Standzeiten in Nistertal / Bad Marienberg von überwiegend 13 bis 15 Minuten bei Fahrten in Richtung Westerburg. Die vollständige Einführung des neuen Fahrplans wurde mehrfach bis zum Frühjahr 2024 verschoben.
Konkret wurde eine Erhöhung der Streckengeschwindigkeit zwischen Langenhahn und Au (Sieg) umgesetzt. Dazu wurden Maßnahmen an 40 Bahnübergängen, zwei Brücken und 16 Durchlässen umgesetzt. Sowie der Umbau des Bahnhofs Hadamar, Anpassungen an der Signaltechnik und Maßnahmen am Oberbau. Maßnahmen, für die kein Planrechtsbedarf besteht, konnten bereits frühzeitig umgesetzt werden. Die übrigen Maßnahmen litten unter einem erheblichen Zeitverzug, weil Anträge fehlerhaft eingereicht wurden und neue Vorschriften zu berücksichtigen waren. Die Anträge zur Planfeststellung mussten im Jahr 2019 erneut beim Eisenbahn-Bundesamt eingereicht werden und durchliefen eine 18-monatige Bearbeitungszeit. Zum Fahrplanwechsel im Dezember 2019 wurde ein neuer Fahrplan eingeführt, der zumindest montags bis freitags die Folgen des bisherigen Übergangsfahrplans abmilderten. Dazu werden die Fahrten zweistündlich durch Auslassung der Halte Büdingen, Enspel und Rotenhain beschleunigt, um bei diesen ohne lange Wartezeiten direkt von Siegen bis Limburg und zurück fahren zu können. Im Gegenzug wird die Linienbrechung der Züge, die alle Halte bedienen, von Westerburg nach Altenkirchen verlegt. Hier besteht der Vorteil, dass in einigen Zeitlagen die Zwischentaktzüge nach Betzdorf erreicht werden.
Im Frühjahr 2024 wurden die geschwindigkeitserhöhenden Maßnahmen fertiggestellt und der neue Fahrplan mit stündlich durchgehenden Fahrten zwischen Siegen und Limburg in Betrieb genommen. Der Start verlief schlecht mit hohen Verspätungen, da sich ein reibungsloser Ablauf der Zugkreuzungen erst einpendeln musste. Zudem mussten über Monate Fahrten durch Schienenersatzverkehre ersetzt werden, da regelmäßig Schichten des Fahrdienstleiterpersonals ausfielen und in Altenkirchen an der Eisenbahnüberführung über dem Quengelbach gearbeitet wurde, deren Abschluss sich zudem verzögert hat.

## Fahrzeugeinsatz
Zunächst verkehrten unter preußischer Verwaltung Dampflokomotiven der Baureihen T 3 und T 8, ab 1912 folgte die Baureihe T 16.
Ab 1924 wurde von der Deutschen Reichsbahn die Baureihe T 14 eingesetzt.
Während des Zweiten Weltkriegs kamen außerdem Lokomotiven der Baureihen 38, 42, 55, 56 und 57 in den Westerwald.
Von 1951 an waren bei der Deutschen Bundesbahn auch Dampflokomotiven der Baureihen 50, 52, Baureihe 93 und 82 im Einsatz. Am 31. Mai 1975 endete der Einsatz vom Dampflokomotiven.
Ab 1953 wurden die Personenzüge zunehmend aus Schienenbussen der Baureihen VT 95 und VT 98 gebildet. Teilweise wurden ab den 1950er-Jahren auch Akkumulatortriebwagen der Baureihen 515 und 517 eingesetzt. Nach 1989 verkehrten Dieseltriebwagen der Baureihe 628.
Die vectus Verkehrsgesellschaft setzte Triebwagen des Typs LINT 27, LINT 41 und später südlich von Altenkirchen auch GTW 2/6 ein, die nach dem Betreiberwechsel im Dezember 2014 durch die Hessische Landesbahn HLB übernommen wurden.
Anfang 2023 wurde bekanntgegeben, dass zum Fahrplanwechsel im Dezember 2025 drei zweiteilige Triebwagen des Typs Siemens Mireo Plus B im Pilotbetrieb zum Einsatz kommen sollen. Diese gingen aus einer Fahrzeugausschreibung der Hessischen Landesbahn hervor und sind Teil eines Tests des SPNV-Nord zur Dekarbonisierung des Schienenverkehrs.

## Tarife
Aufgrund der Lage im Landkreis Limburg-Weilburg gilt auf dem Abschnitt der Oberwesterwaldbahn zwischen Limburg (Lahn) und Wilsenroth der Tarif des Rhein-Main-Verkehrsverbunds (RMV). Auf dem anschließenden Abschnitt von Berzhahn bis Niederschelden gilt der Tarif des Verkehrsverbunds Rhein-Mosel (VRM). Zusätzlich ist zwischen Berzhahn und Limburg der Tarif des VRM sowie zwischen Niederschelden und Ingelbach der Tarif des Verkehrsverbunds Rhein-Sieg (VRS) als Übergangstarif anerkannt, sofern der Start- bzw. Zielbahnhof der Fahrt im VRM- bzw. VRS-Gebiet liegt.
Die gültigen Ländertickets für Rheinland-Pfalz, das Rheinland-Pfalz-Ticket sowie das Rheinland-Pfalz-Ticket + Lux (einschließlich Luxemburg) sind zwischen Siegen und Limburg gültig, das Hessenticket ist gültig auf dem Abschnitt zwischen Limburg und Wilsenroth. Zusätzlich sind die Angebote SchönerTagTicket NRW sowie Schöne Fahrt NRW im Bereich der Oberwesterwaldbahn zwischen Kreuztal und Ingelbach gültig. Das Quer-durchs-Land-Ticket ist auf der gesamten Oberwesterwaldbahn gültig.